# Ibiza (canción)
«Ibiza» es el vigésimo cuarto sencillo lanzado por el grupo británico de música electrónica The Prodigy. Fue lanzado el 23 de marzo de 2015, a través del canal oficial de YouTube de la banda, para su álbum The Day Is My Enemy. La canción cuenta con la colaboración del dúo inglés de hip hop Sleaford Mods. La canción es una crítica contra la cultura de la superestrella DJ. Liam Howlett explicó que "hicimos un concierto en Ibiza, y yo no soy un gran fan de el lugar, pero no es un ataque a la isla, es un ataque a estos putos bromistas sin sentido que llegan en sus aviones privados, tiran una memoria USB de su bolsillo, lo conectan y agitan sus manos en el aire a una mezcla pre-programada ".
La canción fue lanzada en una edición limitada de vinilo en el Record Store Day 2015 con un vídeo filmado en abril también.
- Datos: Q19822586